# Formello

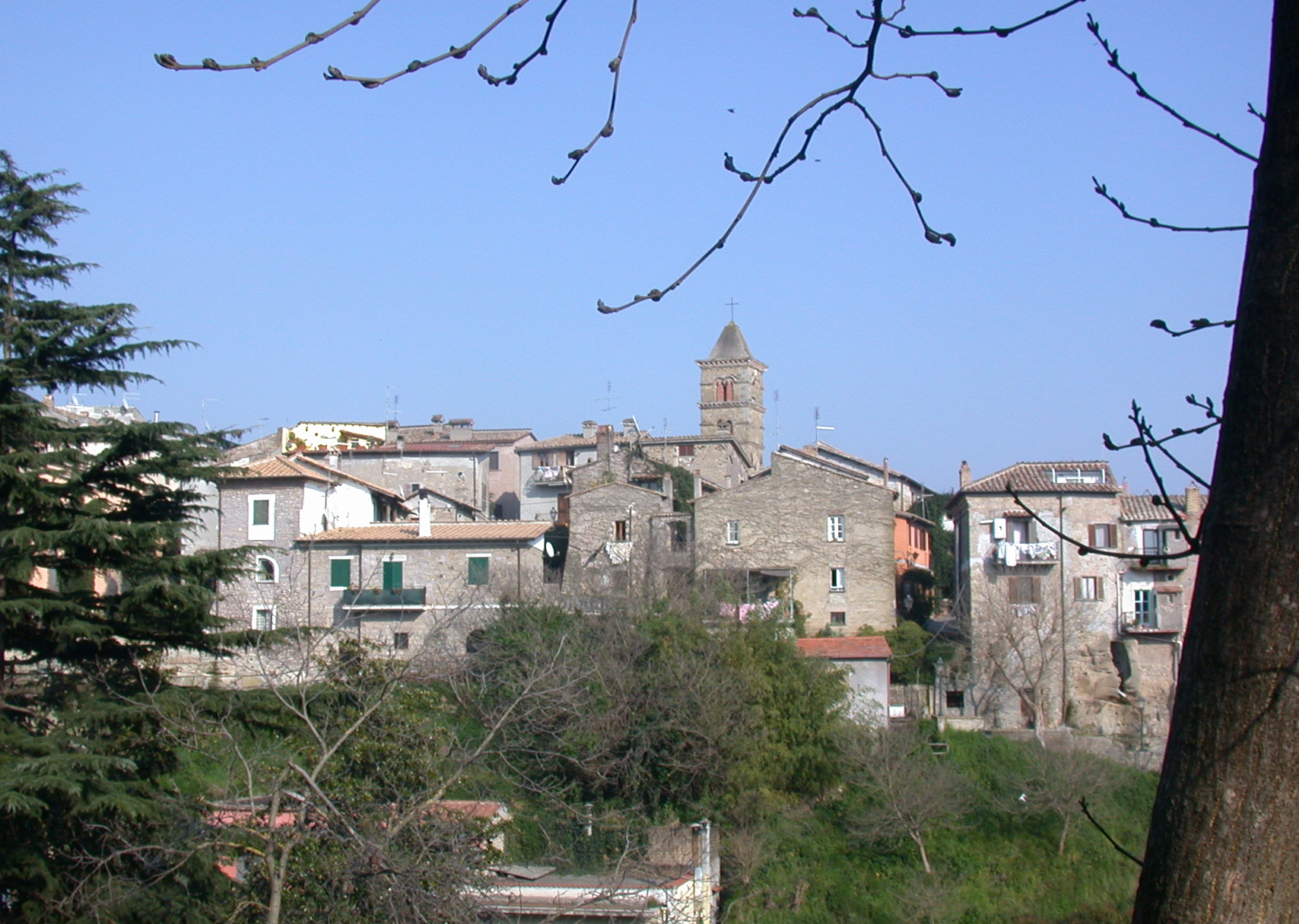
Formello

Formello ist eine italienische Gemeinde in der Metropolitanstadt Rom in der Region Latium mit 13.790 Einwohnern (Stand 31. Dezember 2023). Sie liegt 28 Kilometer nördlich von Rom.

## Geographie
Formello liegt zwischen den Monti Sabatini und dem Tal des Tiber. Das Gemeindegebiet gehört zum Parco Regionale Veio.

## Geschichte
Das Gebiet Formellos gehörte zum einstigen Territorium des etruskischen Veia (lat. Veii) und teilte dessen Schicksal mit der Unterwerfung unter die Dominanz Roms im Jahre 396 v. Chr. Aus früherer Zeit stammt die Bucchero-Amphore von Formello mit einem frühen etruskischen Alphabet. Nach der Völkerwanderungszeit wurde der fundus Formellum wie die Umgebung durch Papst Hadrian I. (772–795) in die domusculta Capracorum eingegliedert, einen weiten Landbesitz, der zur Versorgung Roms landwirtschaftliche Produkte zu liefern hatte, aber bald danach den Streifzügen der Araber zum Opfer fiel. Papst Gregor VII. (1073–1085) unterstellte die neue Siedlung der Abtei von San Paolo fuori le Mura in Rom, die sie im Jahre 1279 an die Familie Orsini verlieh; 1544 erließ Girolamo Orsini ein Statut für die Gemeinde. Wie Campagnano di Roma, Sacrofano und das heute zu Rom gehörende Cesano wurde sie später Teil des Orsini-Herzogtums von Bracciano und kam wie die anderen drei Orte 1661 an die Fürsten Chigi. Ein Fresko im Palazzo Chigi in Ariccia von etwa 1660 zeigt eine alte Darstellung Formellos.

## Bevölkerung
| Jahr | Bevölkerung |
| ---- | ----------- |
| 1871 | 0407        |
| 1901 | 0902        |
| 1921 | 1059        |
| 1951 | 1677        |
| 1971 | 2810        |
| 1991 | 7574        |
| 2001 | 9271        |

## Politik
Am 11. Juni 2017 wurde Gian Filippo Santi (Lista Civica: Formello Rinasce) ins Bürgermeisteramt gewählt.

## Sehenswürdigkeiten
- Palazzo Orsini-Chigi: Auf einen Torbau mit Chigi-Wappen folgend nimmt der Palast die Nordseite der Piazza San Lorenzo ein. Ursprünglich als Wehrbau errichtet, wurde er noch zur Orsini-Zeit im Stil der Renaissance umgestaltet und der Innenhof teilweise mit Arkaden und darüber befindlicher Loggia ausgestattet. Nach jahrzehntelanger Vernachlässigung erfolgte in jüngster Zeit bis etwa 2013 eine Renovierung, die auch einen dubitativen Metallaufsatz des ins Gebäude integrierten ehemaligen Wehrturms einschließt. Heutzutage sind das Museo dell’Agro Veientano und Übernachtungsmöglichkeiten für Pilger im Palast untergebracht, und in der Sala Orsini finden Sonderausstellungen statt.
- Pfarrkirche San Lorenzo: Direkt an den Palast angebaut, ist die Kirche wegen der späteren Anfügung ihres hohen Glockenturmes mit seiner eleganten Zwiebelkuppel nur mit fragmentarischer Fassade versehen, die ein Portal mit Giebel enthält. Der dreischiffige Innenraum ist ein Prachtbeispiel für Kirchenbauarchitektur der späten Renaissance, die auf eine Umgestaltung seit 1574 zurückgeht. Auf Tuffsteinpfeilern und dem Obergaden mit Fenstern folgt im Mittelschiff eine bemalte Holzdecke mit großen Kassetten, die hauptsächlich Rosen enthalten, die zum Orsini-Wappen gehören. In den gleichfalls im Renaissancestil gestalteten Seitenaltären sind teilweise Fresken des lokalen Malers Donato Palmieri eingefügt, eines Schülers von Giorgio Vasari. Ein jüngst restaurierter Meridian von 1796 im Fußboden gibt den Mittagssonnenstand für Formello an.
- Kirche San Michele Arcangelo: Im Süden des Stadtzentrums stehend, weist das Bauwerk, das 1236 erstmals erwähnt wurde, eine einfache Fassade mit Renaissanceportal auf, an die links der Glockenturm angebaut ist. Im einschiffigen Innenraum ist besonders ein steinernes Wandbehältnis für Hostien und Öl von Bedeutung, das im reinsten Renaissancestil vollständig mit floralem und architektonischem Zierrat geschmückt ist.
- Palazzo Comunale: Das nur zweistöckige Rathaus mit immerhin sechs Eingängen schließt an die Kirche an und setzt sich in einer Barockkapelle fort, die einen kuriosen Miniaturglockenturm besitzt.
- Villa Chigi-Versaglia: Südlich des Ortszentrums befindet sich an der Via della Villa 98 die Ruine eines Landhauses, das zwischen 1666 und 1674 vom Architekten Carlo Fontana für Kardinal Flavio Chigi, den Neffen von Papst Alexander VII. (1655–1667), erbaut wurde. Von der weitgehend ruinösen Anlage ist noch ein hoher Turm direkt an der modernen Straße erhalten, der die Funktion eines Belvederes besaß; dazu kommen die Reste des Hauptgebäudes und einer Kapelle.
- Tomba Campana, etruskische Grabanlage aus der Zeit um 600 v. Chr.
- Im Gemeindegebiet von Formello fließt im Valle del Sorbo der Cremera-Bach, der später in den Tiber mündet. Durch Aufstauung an einer früheren Mühle bildet er einen kleinen See und einen Wasserfall. An diesem Bach soll im Jahre 477 v. Chr. ein eher legendenhaftes Gefecht zwischen Truppen der Städte Rom und Veii stattgefunden haben, bei dem die Römer unter Führung der Familie der Fabii eine deutliche Niederlage kassierten: Es ist als „Schlacht am Cremera-Bach“ in die Geschichtsbücher eingegangen.